# Xanthoparmelia scabrosa
Xanthoparmelia scabrosa är en lavart som först beskrevs Thomas Taylor och som fick sitt nu gällande namn av Mason Ellsworth Hale. 
Xanthoparmelia scabrosa ingår i släktet Xanthoparmelia och familjen Parmeliaceae.   Inga underarter finns listade i Catalogue of Life.